# Połóg
Połóg (łac. puerperium) – okres po ciąży i porodzie, w którym anatomiczne, morfologiczne i czynnościowe zmiany ciążowe stopniowo ustępują, a ustrój wraca do stanu sprzed ciąży. Z reguły trwający sześć tygodni, które można podzielić na następujące okresy:
- bezpośredni – pierwsze 24 godziny po porodzie
- wczesny połóg – pierwszy tydzień po porodzie
- późny połóg – trwający do 6 tygodni po porodzie.

## Połogowe zmiany ogólnoustrojowe

### Zmiany hormonalne
Niedługo po porodzie obniża się stężenie hormonów ciążowych w organizmie kobiety. W ciągu kilku pierwszych dni połogu stężenie laktogenu łożyskowego (hPL) spada do wartości nieoznaczalnych, stężenie gonatropiny kosmówkowej (hCG) spada natomiast stopniowo w ciągu pierwszego tygodnia połogu. W tym samym okresie stężenie progesteronu, estronu i estradiolu wraca do wartości sprzed ciąży.
U kobiet karmiących powrót do przedciążowych wartości stężeń estrogenów jest opóźniony, natomiast stężenie prolaktyny (PRL) znacznie wzrasta, szczególnie podczas ssania. Wysoki poziom PRL może utrzymywać się ponad rok.

Teoretycznie kobieta zdolna jest do ponownego zajścia w ciążę już po kilku tygodniach od porodu. Jednak karmienie piersią może odwlec w czasie moment powrotu płodności. Zwykle pierwsza owulacja po porodzie występuje przed pierwszą miesiączką.
U kobiet, które nie karmią piersią miesiączka pojawia się zwykle po 6-8 tygodniach od porodu, a u kobiet karmiących czas jej powrotu jest trudny do przewidzenia i zależy od wielu czynników.

### Zmiany w układzie krążenia
Podczas połogu znacznie zmniejsza się objętość krwi krążącej w wyniku wzmożonej diurezy oraz utraty krwi podczas porodu. Obniża się z 5-6 litrów przed porodem do około 4 litrów w ciągu 3 tygodni połogu. W pierwszych godzinach po porodzie wyrzut serca zwiększa się o 80%, a do normy wraca około pierwszego tygodnia połogu.
Zmianie ulega również skład krwi:
- ogólna liczba krwinek czerwonych, która wzrasta podczas ciąży o około 30%, obniża się o 14%
- wzrasta liczba krwinek białych
- stężenie żelaza we krwi obniża się, a w drugim tygodniu połogu wraca do normy
- liczba płytek krwi zmniejsza się po oddzieleniu łożyska i wraca do normy w kolejnych dniach
- stężenie fibrynogenu również spada po porodzie, aby wrócić w kolejnych dniach do normy

## Laktacja
Jest to proces wydzielania mleka przez gruczoły mleczne kobiet. Laktacja pojawia się tuż po porodzie i trwa przez okres potrzebny do wykarmienia dziecka.

## Zmiany w narządach płciowych

### Macica
W czasie ciąży macica zwiększa swoje rozmiary 10-krotnie w porównaniu ze stanem poza ciążą. Powrót do normy następuje bardzo szybko. Swoją normalną wielkość osiąga w 6. tygodniu połogu, średnio każdego dnia połogu wymiar podłużny zmniejsza się o 1 cm, a masa zmniejsza się z 1 kg po porodzie do około 100 g. Zwijaniu się macicy w pierwszych dniach połogu towarzyszą silne, często bolesne skurcze, szczególnie odczuwalne podczas karmienia gdy następuje wyrzut oksytocyny. Szyjka macicy stopniowo przybiera formę walcowatą i zamyka się w końcu pierwszego tygodnia połogu.

### Pochwa
Pochwa wraca do stanu przedporodowego około trzeciego tygodnia połogu. Wejście do pochwy pozostaje zazwyczaj swobodniejsze niż przed ciążą.

## Powikłania połogowe

### Zakażenie połogowe
Zakażenia połogowe dotyczą najczęściej dróg rodnych, układu moczowego lub gruczołów piersiowych. Jeśli podczas czterech kolejnych pomiarów, trwających co najmniej dwa dni stwierdza się temperaturę powyżej 38 °C, należy to uznać za objaw zakażenia połogowego.

### Choroba zakrzepowa
Okres ciąży i połogu są to okresy zwiększonego ryzyka rozwoju choroby zakrzepowej. Sprzyjają temu następujące czynniki:
- spowolnienie krążenia krwi w naczyniach
- zmniejszenie aktywności ruchowej
- zwiększona krzepliwość krwi
- urazy porodowe lub miejscowe stany zapalne

### Późne krwawienia poporodowe
Późne krwawienie poporodowe jest to krwawienie z macicy, które występują po 24 godzinach od porodu. Najczęstszymi przyczynami krwawień są:
- zaburzenia inwolucji miejsca łożyskowego
- obecność resztek tkanki łożyskowej
- zapalenie błony śluzowej macicy

### Psychozy poporodowe
Rozwijają się one we wczesnym okresie w połogu lub czasami zaraz po porodzie. Czynnikami wywołującymi psychozę mogą być:
- niezrównoważenie psychiczne
- trudne sytuacje rodzinne
- zaburzenie hormonalne występujące w ciąży i podczas porodu

Objawami psychozy są: bezsenność, zaburzenia orientacji, rozdrażnienie. Czasami również apatia i oznaki depresji. Pojawiają się również halucynacje.